# Treron
Treron és un gènere d'ocells de la família dels colúmbids (Columbidae). Els seus membres són comunament anomenats coloms verdosos. El gènere es distribueix per Àsia i Àfrica. Aquest gènere conté 30 espècies, destacables per la  coloració verdosa, d'aquí el nom comú, que prové d'un pigment carotenoide de la seva dieta. Els coloms verdosos tenen dietes de diverses fruites, fruits secs i/o llavors. Viuen als arbres i ocupen una varietat d'hàbitats boscosos. Els membres d'aquest gènere es poden agrupar en espècies amb cues llargues, cues de longitud mitjana i cues en forma de falca. La majoria de les espècies de colom verdós mostren un dimorfisme sexual, on els mascles i les femelles es poden distingir fàcilment per un plomatge de diferents colors.

## Taxonomia
Segons la Classificació del Congrés Ornitològic Internacional (versió 14.2, 2024) aquest gènere està format per 30 espècies:
- colom verdós dels Ghats (Treron affinis).
- colom verdós cuallarg (Treron apicauda).
- colom verdós de Buru (Treron aromaticus).
- colom verdós de Madagascar (Treron australis).
- colom verdós de les Filipines (Treron axillaris).
- colom verdós de doble collar (Treron bicinctus).
- colom verdós africà (Treron calvus).
- colom verdós gros (Treron capellei).
- colom verdós de les Andaman (Treron chloropterus).
- colom verdós becgròs (Treron curvirostra).
- colom verdós de l'illa de Flores (Treron floris).
- colom verdós de Taiwan (Treron formosae).
- colom verdós cap-rogenc (Treron fulvicollis).
- colom verdós caragrís (Treron griseicauda).
- colom verdós de les Comores (Treron griveaudi).
- colom verdós petit (Treron olax).
- colom verdós de Sumatra (Treron oxyurus).
- colom verdós de l'illa de Pemba (Treron pembaensis).
- colom verdós de les Ryukyu (Treron permagnus).
- colom verdós de Phayre (Treron phayrei).
- colom verdós colldaurat (Treron phoenicopterus).
- colom verdós de Sri Lanka (Treron pompadora).
- colom verdós de Timor (Treron psittaceus).
- colom verdós de São Tomé (Treron sanctithomae).
- colom verdós culgroc (Treron seimundi).
- colom verdós ventreblanc (Treron sieboldii).
- colom verdós cuafalcat (Treron sphenurus).
- colom verdós de Sumba (Treron teysmannii).
- colom verdós de coll rosa (Treron vernans).
- colom verdós waalia (Treron waalia).

Certes autoritats taxonòmiques com ara Birds of the World o Clements no consideren el colom verdós de les Ryukyu (T. permagnus) com espècie de ple dret sinó una subespècie del colom verdós de Taiwan (Treron formosae permagnus).
Per altra banda, el Handbook of the Brids of the World considera el colom verdós de Delalande (Treron delalandii)  coespecífic amb T. calvus, però difereix en tenir la capçada, el coll i el mantell de color gris versus groc-verd; (de color groc) gris versus groc-verd gola fins a la meitat del ventre; groc verd versus grop i cua verds grisos. Subespècie granti no intermèdia amb formes de T. calvus; a més, granti va informar que es va produir de manera simpàtrica amb T. c. wakefieldii a Tanzània (Britton 1980). Vegeu també T. australis i en reconeix dues subespècies.